# Francisco J. Ayala
Francisco José Ayala (ur. 12 marca 1934 w Madrycie, zm. 5 marca 2023) – amerykański genetyk, ewolucjonista i filozof pochodzenia hiszpańskiego.

## Życiorys
Studiował biologię i teologię na Uniwersytecie Complutense w Madrycie, ukończył go w 1955 roku. W 1960 roku wstąpił do zakonu dominikanów. W tym samym roku spotkał Theodosiusa Dobzhansky’ego, pod którego opieką uzyskał w 1964 roku stopień doktora na Columbia University. W 1971 roku przyjął obywatelstwo amerykańskie i zatrudnił się na Wydziale Genetyki na University of California, Davis. W 1987 roku przeniósł się na University of California, Irvine, gdzie wykładał zarówno biologię ewolucyjną, jak i filozofię.
Początkowo prowadził badania dotyczące genetyki populacyjnej i ekologii muszek owocowych. W późniejszym czasie zajmował się genetyką i ewolucją pierwotniaków wywołujących choroby tropikalne (m.in. świdrowcem amerykańskim powodującym chorobę Chagasa).

## Wyróżnienia i nagrody
- National Medal of Science (2001)
- Nagroda Templetona (2010)
- doktoraty honoris causa:
  - Universidad de León (1982)
  - Uniwersytet Barceloński (1986)
  - Universidad Complutense de Madrid (1986)
  - Uniwersytet Narodowy im. Kapodistriasa w Atenach (1991)
  - Uniwersytet w Salamance
  - Universidade de Vigo (1996)
  - Universitat de les Illes Balears (1997)
  - Universitat de València (1999)
  - Uniwersytet Boloński (2000)
  - Uniwersytet Dalekowschodni we Władywostoku
  - Uniwersytet Masaryka
  - Uniwersytet Warszawski (uroczystość nadania tytułu odbyła się 15 maja 2009)[2].